# Ludwig Gottlieb Ramdohr

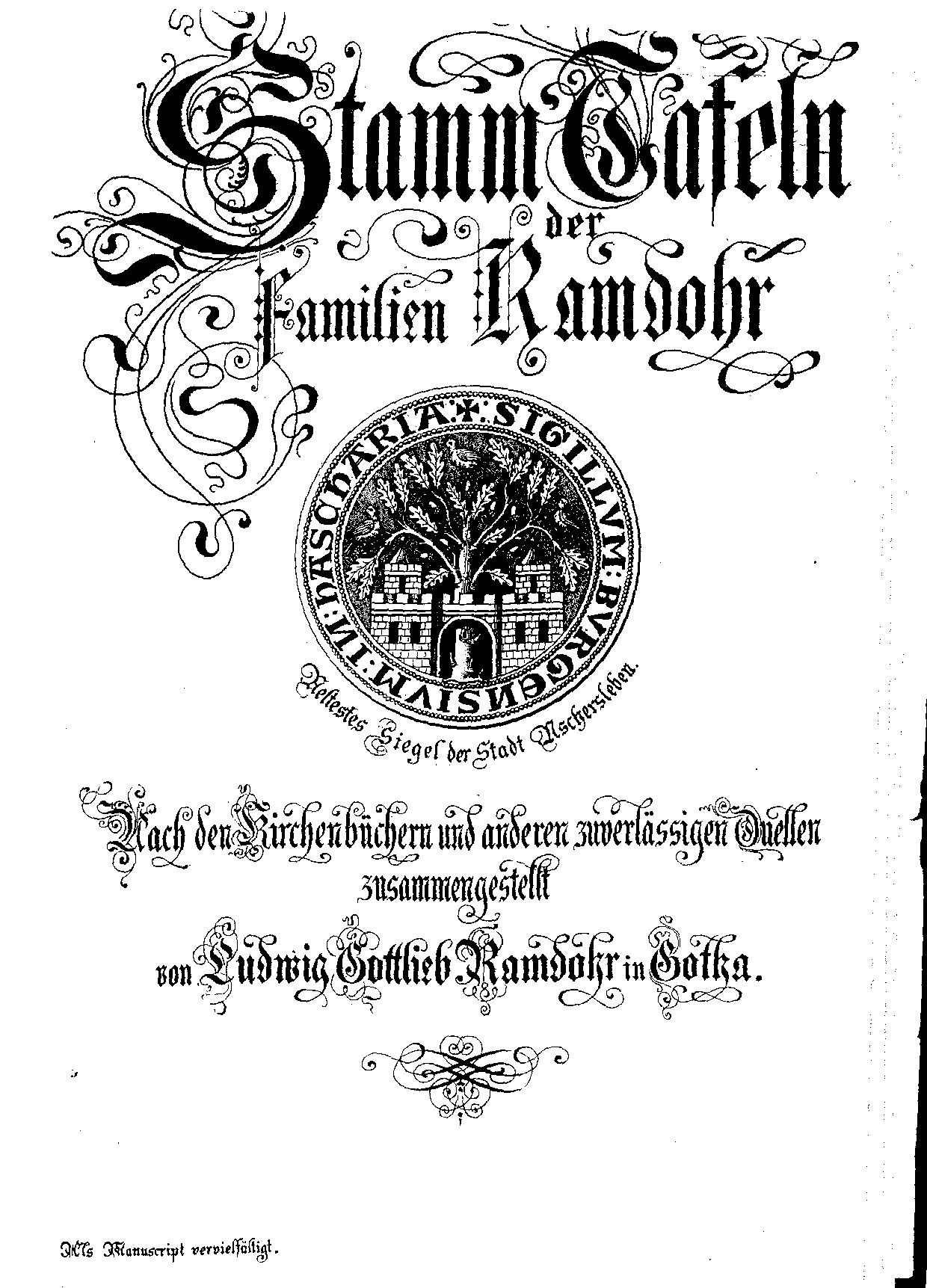
Titelblatt: Ludwig Gottlieb Ramdohr: Stammtafeln der Familien Ramdohr (1893)

Ludwig Gottlieb Ramdohr (* 3. September 1830 in Aschersleben; † 10. Oktober 1894 in Gotha) war ein deutscher Bergingenieur, Erfinder, Unternehmer, Sachbuchautor und Genealoge.

## Herkunft
Ramdohr war der älteste Sohn des Ascherslebener Bürgers und Brennereibesitzers Gottlieb Jacob David Andreas Ramdohr (1794–1852) und dessen Ehefrau Marie Christiane Ramdohr geb. Just (1803–1867) aus Dornitz bei Könnern. Seine Brüder waren Gustav Adolf Ramdohr (1834–1910, Großvater von Lilo Ramdohr), der Fleischermeister Adolf Ferdinand Ramdohr (ca. 1835–1916) und der Ziegeleibesitzer Hermann Rudolf Ramdohr (1837–1889, Vater des Juristen Max Hermann Ramdohr (* 1864 in Wansleben; † 1942 Berlin-Zehlendorf), Landesgerichtspräsident in Berlin bis 1930).

## Laufbahn

### Lehrjahre im Bergbau
Als Schüler besuchte Ludwig Gottlieb Ramdohr sehr wahrscheinlich das Stephaneum. Er war um 1848 Elevenaspirant am Oberbergamt Halle. Einer seiner Lehrer und Freunde im Bergbau bzw. in der Schullaufbahn war Gustav Heyse, dem er 1875 ein Buch widmete. Bis 1858 war Ramdohr dann Obersteiger der Braunkohlengrube Georg und lebte im Haus Über den Steinen 110 in Aschersleben. Im selben Jahr veröffentlichte er seine ersten Erfindungen, nachdem er die Leitung der Mineralöl- und Paraffin-Fabrik Georgshütte bei Aschersleben übernommen hatte.

### Fabrikdirektor in Aschersleben
Er konstruierte Öfen, die bei der Braunkohlenteer-Gewinnung und Mineralölfabrikation mithilfe überhitzter Wasserdämpfe effektiver als bisher arbeiten. Das dabei in großen Mengen abfallende, bisher ungenutzte Kreosot-Natron (Natriumcarbonat) wurde zu einem verwertbaren Brenn- und Leuchtgas (Kreosot-Gas) weiterverarbeitet. In der Folge war Ramdohr Ende 1866 Besitzer einer der Mineralöl- und Paraffin-Fabrik Georgshütte (deren Direktor er schon seit 1859 war) angegliederten, neu erbauten Ascherslebener Privatgasanstalt, die – wohl zusätzlich zu einem um 1864 eröffneten Verteilerstandort des Privatgas-Unternehmers Theodor Weigel (1867 Gründer der Thüringischen Gasgesellschaft) – in der Eislebener Straße / Steinbrücke etwa 104 Verbrauchsstellen versorgte. Zudem war Ramdohr um 1865 Stadtverordneter in Aschersleben.

### Erfinder in Wansleben und Halle
Ramdohr blieb bis etwa 1873 als Fabrikdirektor in Aschersleben und veröffentlichte zahlreiche Beiträge in Fachzeitschriften. Dann übernahm er mit zusammen seinem Bruder Hermann in Wansleben bei Teutschenthal als Besitzer die Leitung einer dortigen Ziegelei. Er erfand 1874 einen „Gipsbrennofen zum continuierlichen Betrieb“, 1875 ein Verfahren zur „Thonförderung auf schiefer Ebene mittels Kette ohne Ende“ und auch ein „Verfahren zur Entchlorung des Chlormagnesiums behufs Herstellung feuerfesten, basischen Ofenmaterials“, wobei er auf Einsatzfelder in der Ziegelei der Gebrüder Ramdohr in Wansleben verwies.

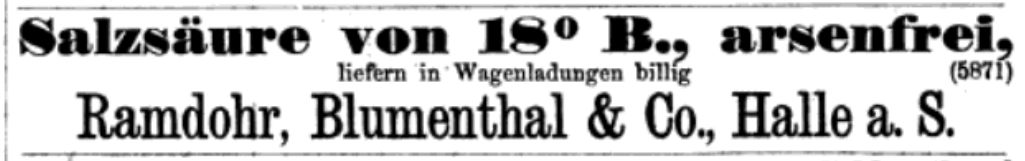
Werbeanzeige von Ramdohr, Blumenthal & Co. (1882)

Etwa 1877 wechselte er nach Halle (Saale) und veröffentlichte nun einige technische Bücher und Patente. Um 1881 war er Miteigentümer des Unternehmens Ramdohr, Blumenthal & Co. in Halle und erfand ein Verfahren zur Herstellung von Magnesiaziegeln (D.R.P. Nr. 16271). Aus Chlormagnesium, Ton und Eisenstein wurden Ziegel geformt, die mit oxidierender Flamme zu feuerfesten Ziegeln und Bauteilen gehärtet werden konnten. Er kooperierte auch mit dem dortigen Metallbauunternehmen Wegelin & Hübner und erhielt Patente (D.R.P. Nr. 17260) für Kühlvorrichtungen bei Gasanstalten und für Großbetriebe. Zudem lieferte Ramdohr, Blumenthal & Co. große Mengen an Salzsäure per Eisenbahn.

### Nachwirkung
Im Jahr 1886 war Ramdohr in Gotha ansässig und bewohnte dort die Villa Gradlerstraße 3 (heute Carl-von-Ossietzky-Straße 3). Bis 1893 unternahm er von dort aus als Rentier aus privatem Interesse genealogische Studien, kontaktierte entfernte Verwandte und forschte in Kirchenbüchern und Archiven. Er verfasste das umfangreiche Manuskript Stamm-Tafeln der Familien Ramdohr.
Nach seinem Tod 1894 übernahm die Thüringische Gasgesellschaft die Bewirtschaftung der Gasanstalt in Aschersleben. Seine Nachfahren scheinen die Villa in Gotha nicht lange behalten zu haben. Um 1897 war eine Klage eines Chemnitzer Kaufmanns gegen Ramdohrs Tochter Selma Backhaus in Gotha wegen Geldforderungen anhängig und um 1898 stand das Anwesen bereits im Besitz einer Familie Kapphahn.

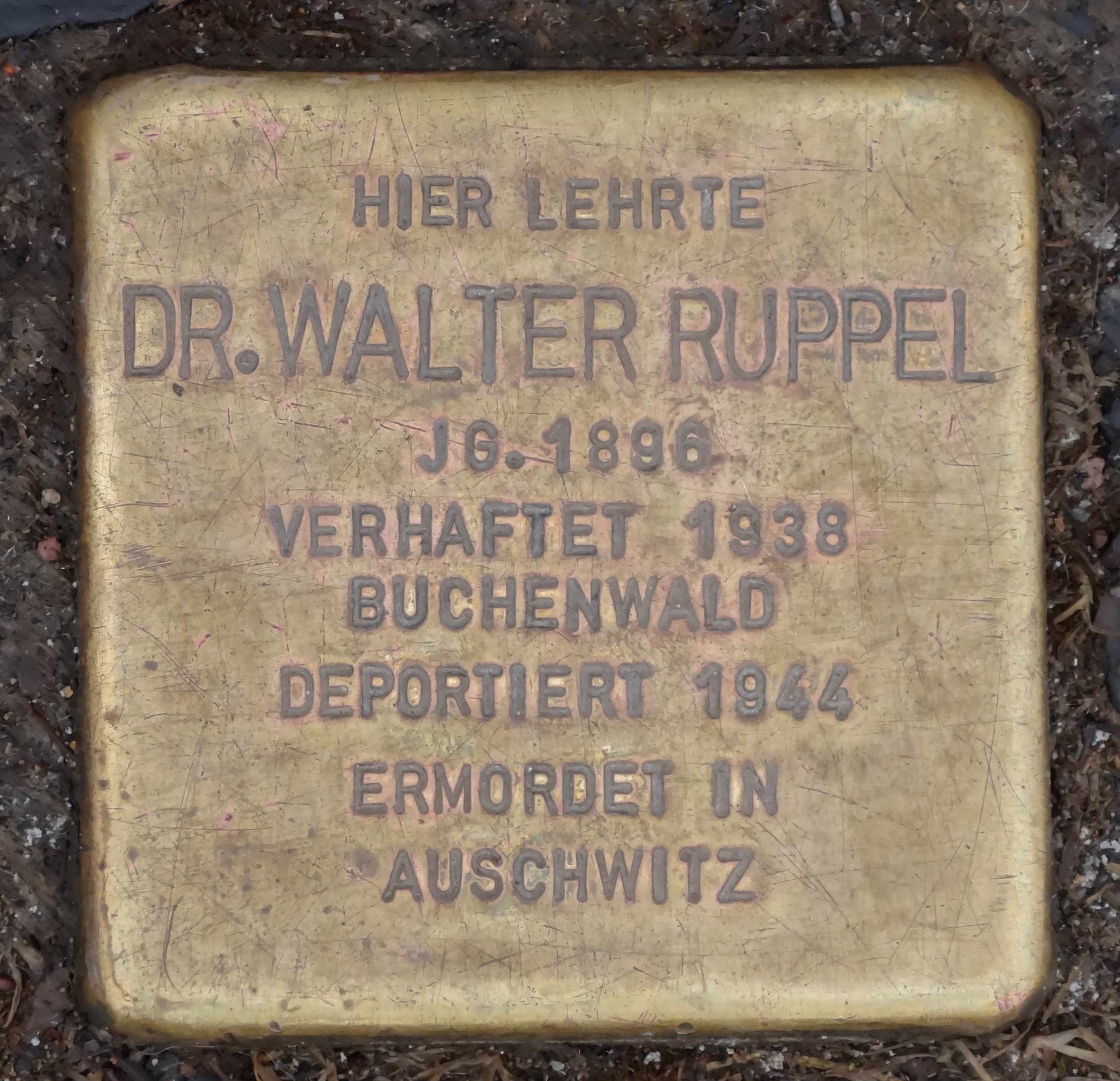
Stolperstein für Walter Ruppel in Gotha

Seitens der neuen Bewohner, insbesondere des bei der Familie Kapphahn logierenden späteren sächsischen Schuldirektors Berthold Romeißen (1876–1961), kursierten Spukgeschichten über eine Reihe von Seancen, in denen sich angeblich der Geist des verstorbenen Professors Ramdohr aus dem Jenseits über zahlenmäßig dem Alphabet zugeordneten Klopfzeichen namentlich zu erkennen gegeben haben soll. Das Haus wurde um 1900 vom Vater des Gothaer Studienrats Walter Ruppel (1896–1945) erworben, der im KZ Auschwitz ums Leben kam.

## Familie

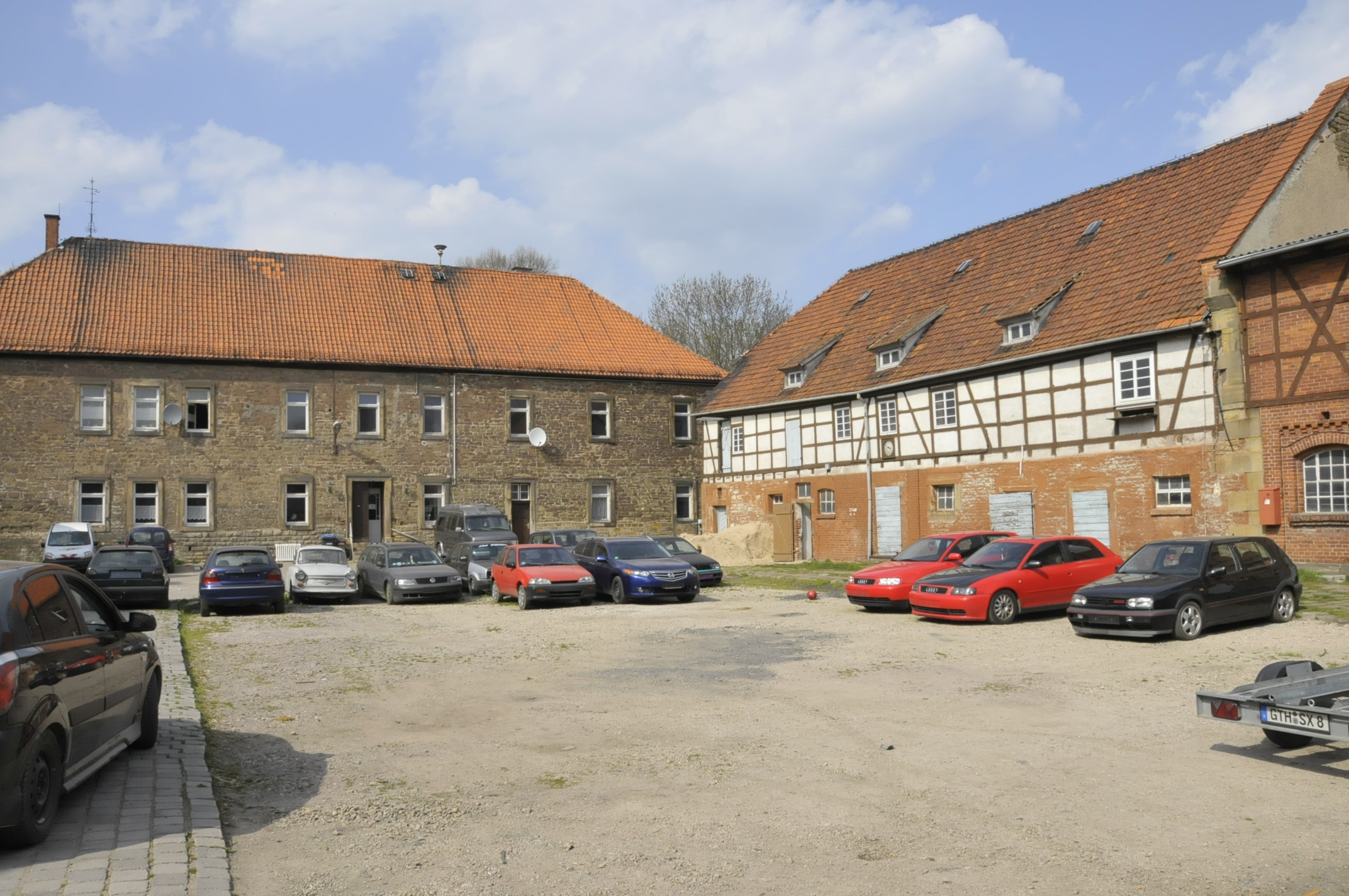
Ehemaliger Siedelhof in Sundhausen

Ramdohr heiratete am 1. Juni 1854 in Aschersleben Emilie Therese Walkhoff (* 20. Mai 1831 in Aschersleben; † 30. Oktober 1872 ebenda) und am 11. August 1874 in Pömmelte bei Barby seine zweite Ehefrau Helene Marianne Grüel. Er hatte neun Kinder, von denen zwei jung starben:
- Hermann Ludwig Ramdohr (* 12. März 1855), um 1893 königlich preußischer Kreisbauinspektor in Culm
- Georg Otto Ramdohr (* 1857 Aschersleben; † 1928 Ratzeburg), Generalmajor
  - Hans-Otto Ramdohr (1902–1969), SA-Mitglied und Forstökonom
- Max Rudolf Ramdohr (* 24. Januar 1859 Aschersleben; † Hamburg), Kaufmann in Berlin, verheiratet mit Luise Weise in Minden
- Selma Hermine Ramdohr (* 31. Oktober 1860; † nach 1936), seit 25. Juni 1879 verheiratet mit dem Freigutbesitzer Wilhelm Backhaus auf dem Siedelhof in Sundhausen bei Gotha, sechs Söhne
- Paul Felix Ramdohr (* 27. September 1866; † 14. Oktober 1866)
- Therese Antonie Helene Ramdohr (* 20. August 1869)
- totgeborener Sohn (26. Oktober 1872)
- Emilie Therese Helene Antonie Ramdohr (* 20. Mai 1875)
- Wilhelm Carl Ramdohr (* 12. Juni 1878 in Halle; † 26. Oktober 1918 als Hauptmann im Lazarett zu Weißenfels), verheiratet mit Ella Glaser

## Erfindungen und Patente (Auszug)
- 1875: Gipsbrennofen zum continuierlichen Betrieb[15]
- 1875: Thonförderung auf schiefer Ebene mittels Kette ohne Ende[16]
- 1878: Verfahren der Anwendung von Wasserdämpfen bei der Destillation von Flüssigkeiten (D.R.P. Nr. 5315)[17]
- 1878: Verbesserungen der Einrichtungen an stehenden Braunkohlen-Schweelretorten behufs Zuführung von überhitztem Wasserdampf (D.R.P. Nr. 6313)
- 5. Dezember 1878: Anwendung von Wasserdämpfen bei der Destillation von Flüssigkeiten (D.R.P. Nr. 14262)
- 9. September 1879: Verwendung des Chlormagnesiums zur Herstellung basischer Ziegel (D.R.P. Nr. 26267) (Gebr. Ramdohr)
- 11. November  1879: Verfahren zur Bereitung kaustischer Magnesia durch Glühen von Chlormagnesium unter Überleiten überhitzter Wasserdämpfe (D.R.P. Nr. 32089) (Gebr. Ramdohr in Wansleben)
- 1881: Kühlvorrichtungen bei Gasanstalten und für Großbetriebe  (D.R.P. Nr. 17260)
- 1. März 1881: Herstellung von basischem Ofenfuttermaterial  (D.R.P. Nr. 16271) (Ramdohr, Blumenthal & Comp. in Halle a. S.)
- 15. März 1881: Braunkohlentheergewinnung mittelst überhitzter Wasserdämpfe (D.R.P. 17260) (Ludwig Ramdohr und Wegelin & Hübner in Halle a. S.)
- 6. September 1881: Gewinnung von Salzsäure und Magnesia aus Chlormagnesium  (D.R.P., Kl. 75, Nr. 19259) (Ramdohr, Blumenthal & Comp.)
- Oktober 1881: Verfahren um Magnesia herzustellen (französisches Patent 145116) (Ramdohr, Blumenthal & Co.)

## Schriften (Auszug)
- Über Verwerthung des Kresot-Natrons und über Kresot-Gas. In: Polytechnisches Journal, Band 184 (1867), Heft 1, S. 61 ff.
- Die Gasfeuerung, oder die rationelle Construction industrieller Feuerungs-Anlagen. 2 Bände, Halle (Saale) 1875. / 2. Auflage, Verlag G. Knapp, Halle (Saale) 1881. (Vorschau auf Google Bücher: Band 1; Band 2)
- Die Maschinen. Eine allgemeine Maschinenlehre in populärer Darstellung. Verlag Knapp, Halle (Saale) 1876.
- Neuere Athmungs- und Beleuchtungsapparate für den Aufenthalt in irrespirablen Gasen und unter Wasser, für Bergwerke, chemische Fabriken, bei Bränden u.s.w. In: Dinglers polytechnisches Journal, Band 220 (1876), S. 351 ff. (Digitalisat beim Münchener Digitalisierungszentrum)
- Liegel's Gasfeuerung für Retortenöfen. In: Dinglers polytechnisches Journal, Band 223 (1877), Heft 1, S. 482 ff. (Digitalisat beim Münchener Digitalisierungszentrum)
- Feuerungskunde, oder Theorie und Praxis des Verbrennungsprozesses und der Feuerungsanlagen in allgemein verständlicher Darstellung. Verlag Wilhelm Knapp, Halle (Saale) 1887.
- Das Leuchtgas als Heizstoff in Küche und Haus. Verlag Wilhelm Knapp, Halle (Saale) 1887.
- Stamm-Tafeln der Familien Ramdohr. Nach den Kirchenbüchern und anderen zuverlässigen Quellen zusammengestellt von Ludwig Gottlieb Ramdohr in Gotha. (als Manuskript vervielfältigt) Gotha 1893, S. 42 und S. 46.[18]